# Championnat d'Afrique masculin de basket-ball 1968
Navigation
Tunisie 1965 Égypte 1970
Le Championnat d'Afrique masculin de basket-ball 1968 est la deuxième édition du championnat d'Afrique des nations. Elle s'est déroulée du 29 mars au 6 avril 1968 à Casablanca au Maroc. Le Sénégal remporte son premier titre et se qualifie en compagnie du Maroc pour les Jeux olympiques de Mexico.

## Classement final
| Position | Équipe              | Bilan |
| -------- | ------------------- | ----- |
| 1        | Sénégal             | 4v-1d |
| 2        | Maroc               | 5v-1d |
| 3        | Centrafrique        | 3v-2d |
| 4        | Mali                | 3v-3d |
| 5        | Soudan              | 3v-3d |
| 6        | Côte d'Ivoire       | 3v-3d |
| 7        | Algérie             | 2v-3d |
| 8        | Niger               | 1v-4d |
| 9        | République du Congo | 0v-4d |

## Médaillés
- Sénégal : Claude Constantino, Cheikh Fall, El Hadji Malick Diop Niada, Boubacar Traoré, Alioune Gueye, Babacar Seck, Claude Sadio, Moussa Narou N'Diaye[1]